# Adrien de Montmorency-Laval

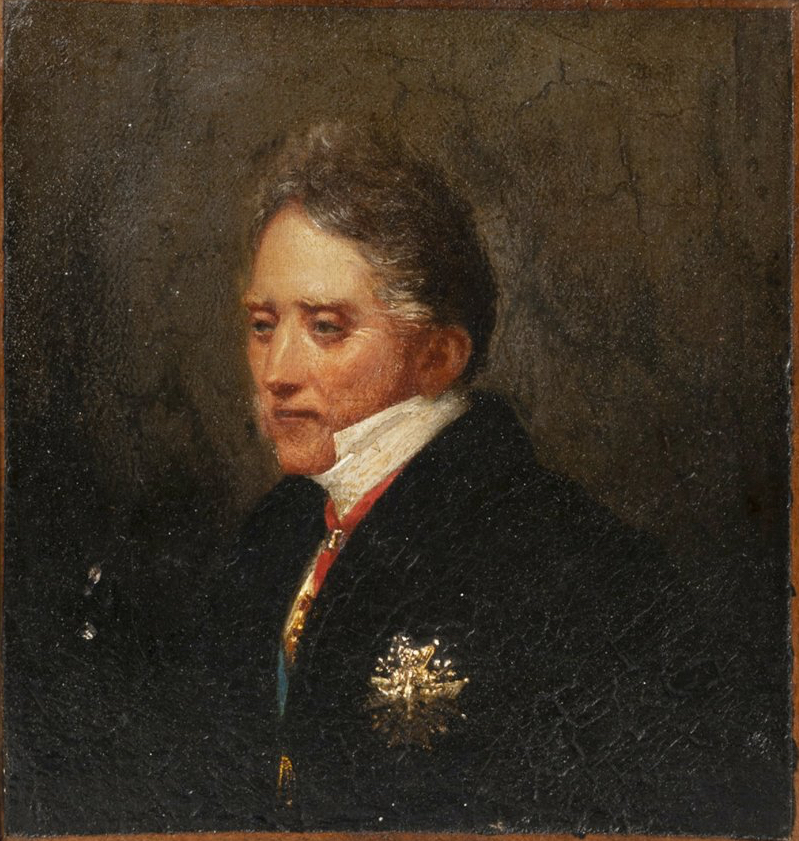
Adrien de Montmorency-Laval, Anonym, 19. Jahrhundert

Anne Adrien Pierre de Montmorency-Laval (* 29. Oktober 1768 in Paris; † 6. Juni 1837 ebenda), französischer 3. Duc et Prince de Laval, Pair de France, und spanischer Duque de San Fernando Luis, Grande von Spanien 1. Klasse, war ein französischer Politiker und Diplomat.
Vor der Revolution war er Offizier in der französischen Armee, später – in der Zeit der Restauration – Botschafter in Madrid, Rom, Wien und London sowie kurze Zeit Außenminister.

## Leben

### Familie
Adrien de Montmorency-Laval war der zweite Sohn von Anne Alexandre Marie de Montmorency, Duc de Laval, Pair de France (1747–1817), und Marie Louise de Montmorency-Luxembourg (1750–1829). André war für den geistlichen Stand vorgesehen und unter der Leitung seines Großonkels Louis-Joseph de Montmorency-Laval (1724–1808), Fürstbischof von Metz, Großalmosenier von Frankreich und ab 1789 Kardinal, in Vorbereitung auf die Priesterweihe erzogen zu werden; er sollte Koadjutor in Metz werden mit der Aussicht auf die Nachfolge seines Onkels.
Nach seinem Eintritt in das Seminar von Saint-Sulpice in Paris starb am 8. Februar 1786 unerwartet sein älterer Bruder Guy de Montmorency, Marquis de Laval; er hatte am 28. Mai 1784 Pauline Renée Sophie, Comtesse de Voyer de Paulmy d’Argenson geheiratet; aus dieser Ehe hatte er eine Tochter, Guyonne Hortense, über die nach ihrer Geburt (* 24. November 1785 in Paris) keine weiteren Daten vorliegen. Der Tod seines Bruders veranlasste ihn, die kirchliche Ausbildung abzubrechen.
Er trat in die französische Armee ein und wurde in das Régiment des chasseurs d‘Alsace unter dem Kommando von Charles, Vicomte de Noailles (dem späteren Duc de Mouchy) eingesetzt, wo er an der Seite von Marc-René de Voyer de Paulmy, Marquis d’Argenson (1771–1842), seinem Schwager und lebenslangen Freund, diente.

### Diplomatische Karriere
Nach dem Ausbruch der Französischen Revolution emigrierte Adrien de Laval nach England, wo er sich mit dem Prince of Wales und seinem Kreis anfreundete.
Während der Koalitionskriege wurde er zum Capitaine im Régiment de Montmorency dragons, das in Italien stationiert war, ernannt. Als die Emigranten-Gesetze gelockert wurden, kehrte er nach Frankreich zurück.
Adrien de Laval war einer der ersten, die Ludwig XVIII. 1814 in Calais empfingen; der König beförderte ihn zum Maréchal de camp und ernannte ihn zum Prince de Laval, als der er in den nächsten Jahren bekannt war. Mit dem Tod seines Vaters 1817 wurde er zudem der 3. Duc de Laval.
Am 13. August 1814 wurde er zum außerordentlichen Gesandten und bevollmächtigten Minister in Spanien ernannt, wo am 15. November 1814 Pedro Ceballos Guerra zum zweiten Mal Erster Staatssekretär und sein Gesprächspartner wurde. Als ihn die Nachricht von der Rückkehr Napoleons aus seinem Exil auf der Insel Elba erreichte, entschied sich Montmorency-Laval entgegen den Anweisungen der französischen Regierung in Madrid zu bleiben, und es gelang ihm, die Spannungen zwischen den spanischen und den neu restaurierten französischen Bourbonen zur beiderseitigen Zufriedenheit aufzulösen. Am 15. August 1815 wurde er daraufhin zum Duque de San Fernando Luis und Granden von Spanien 1. Klasse ernannt. Vom französischen König wurde er am 18. Januar 1820 zum Pair de France (auf Lebenszeit) erhoben, am 6. November 1827 wurde dieser Rang erblich. Nachdem seine Gesandtschaft in Spanien 1820 geendet hatte, wurde er zudem 1821 als Ritter in den Orden vom Goldenen Vlies (Spanischer Zweig, Nr. 906) aufgenommen.
Seine nächste Aufgabe war die des Botschafters in Rom, wo er 1822 ankam, das Ende der Regierungszeit von Pius VII. († 20. August 1823) erlebte und während des Konklaves zur Wahl seines Nachfolgers Leo XII. zum Papst anwesend war; er unterstützte die Bemühungen Österreichs um die Kandidatur von Kardinal Castiglioni. Gewählt wurde jedoch am 28. September 1823 Kardinal Annibale della Genga, der den Namen Leo XII. annahm. Die Gesandtschaft in Rom endete im Mai 1828, als er auf seinen neuen Posten als französischen Botschafter in Österreich wechselte (die Ernennung war am 30. März 1828 erfolgt).
Vom 24. April bis 14. Mai 1829 war er französischer Außenminister im Kabinett Martignac.
Es folgte ein Einsatz als Botschafter am Hof von St. James’s, der mit der Julirevolution von 1830 und der Abdankung Karls X. endete. Er schloss er sich Karl X. auf Schloss Rambouillet an, folgte ihm auch ins Exil nach England (1830–1832), kehrte dann aber für seine letzten Lebensjahre nach Frankreich zurück. Der Herzog von Laval starb am 6. Juni 1837 in Paris und wurde auf dem Cimetière de Picpus bestattet, ebenso wie seine Ehefrau, die ihn um etwas mehr als drei Jahre überlebte.

## Ehe und Familie
Am 19. Mai 1788 heiratete er Bonne Charlotte Renée Adélaïde, Princesse de Montmorency-Luxembourg (* 29. April 1773; † 6. September 1840 in Paris), Tochter von Anne Charles Sigismond de Montmorency-Luxembourg, 4. Duc de Piney, Pair de France (1737–1803) und Madeleine Suzanne Adélaïde de Voyer de Paulmy d’Argenson (1752–1813). Ihre Kinder waren:
- Guy Anne Louis Henri Adalric (* 13. Januar 1796 in Paderborn; † 7. August 1819 in Neapel) Prince de Laval, bestattet auf dem Cimetière de Picpus
- Charlotte Adélaïde (* 15. Februar 1798 in Dampierre; † 24. Juni 1872 auf Schloss Montigny-le-Gannelon), 21. März 1837 2. Duquesa de San Fernando Luis, Grande von Spanien 1. Klasse, bestattet auf dem Cimetière de Picpus; ⚭ 6. Mai 1817 Gustave de Lévis, Marquis und 1837 Duc de Mirepoix, Pair de France, 1837 Duque de San Fernando Luis (* 27. März 1792 in Aachen; † 7. Juni 1851 in Paris), bestattet in Léran (Haus Lévis)
- Marguerite Pauline Emmanuelle (* 19. Dezember 1803; † 17. Dezember 1861 in Paris); ⚭ 21. April 1828 Aimé Charles Raoul, 3. Marquis Aimé de Couronnel († 22. Februar 1843 in Paris)

Nachdem Adrien de Montmorency-Lavals Sohn bereits 1819 in Neapel verstorben war, erbte sein jüngster Bruder Eugène seine französischen Titel, bevor sie erloschen, während sein spanischer Ducado und seine Grandeza auf seine ältere Tochter und ihre Nachkommen übergingen.